# Spelman

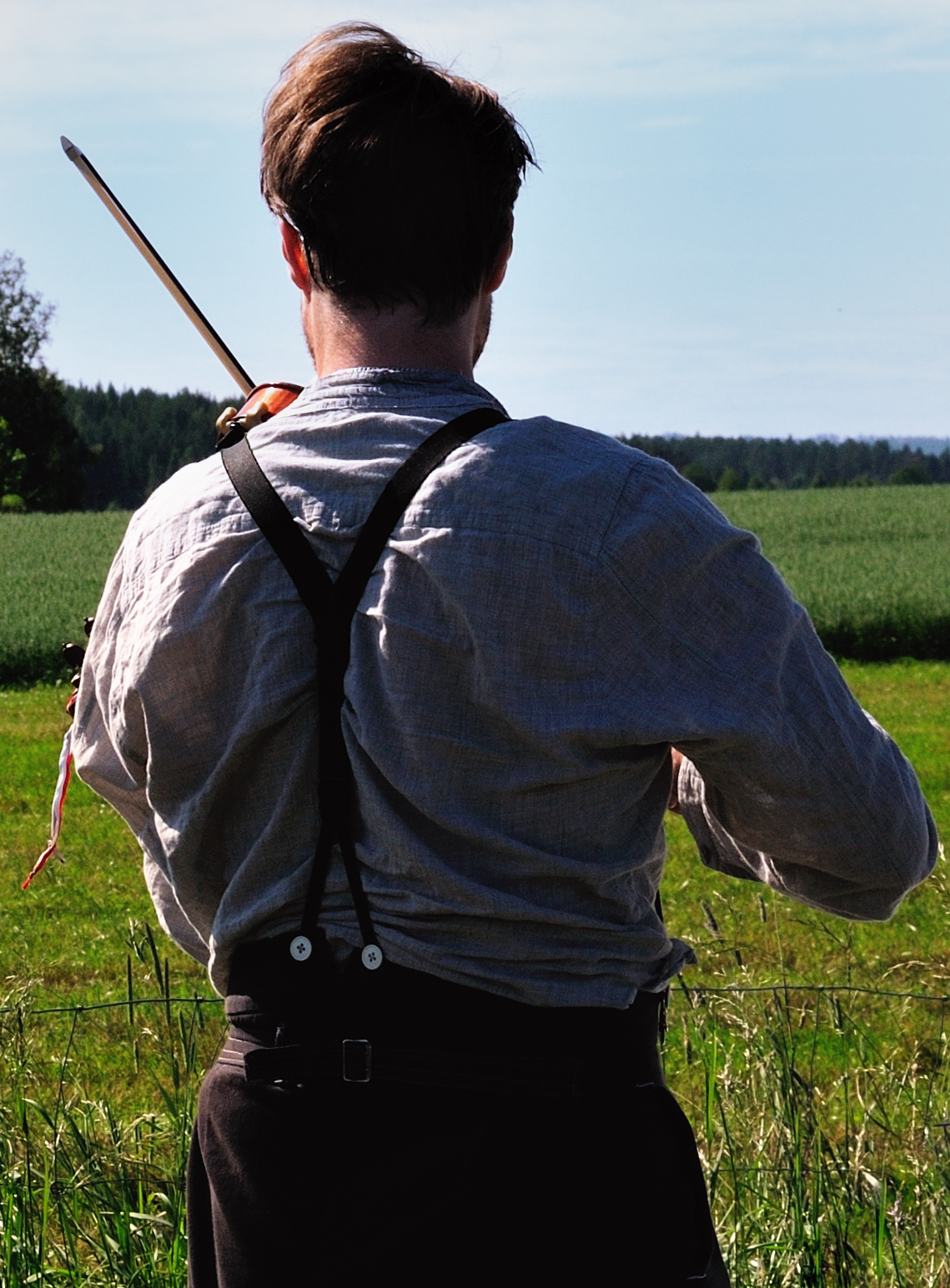
Spelman

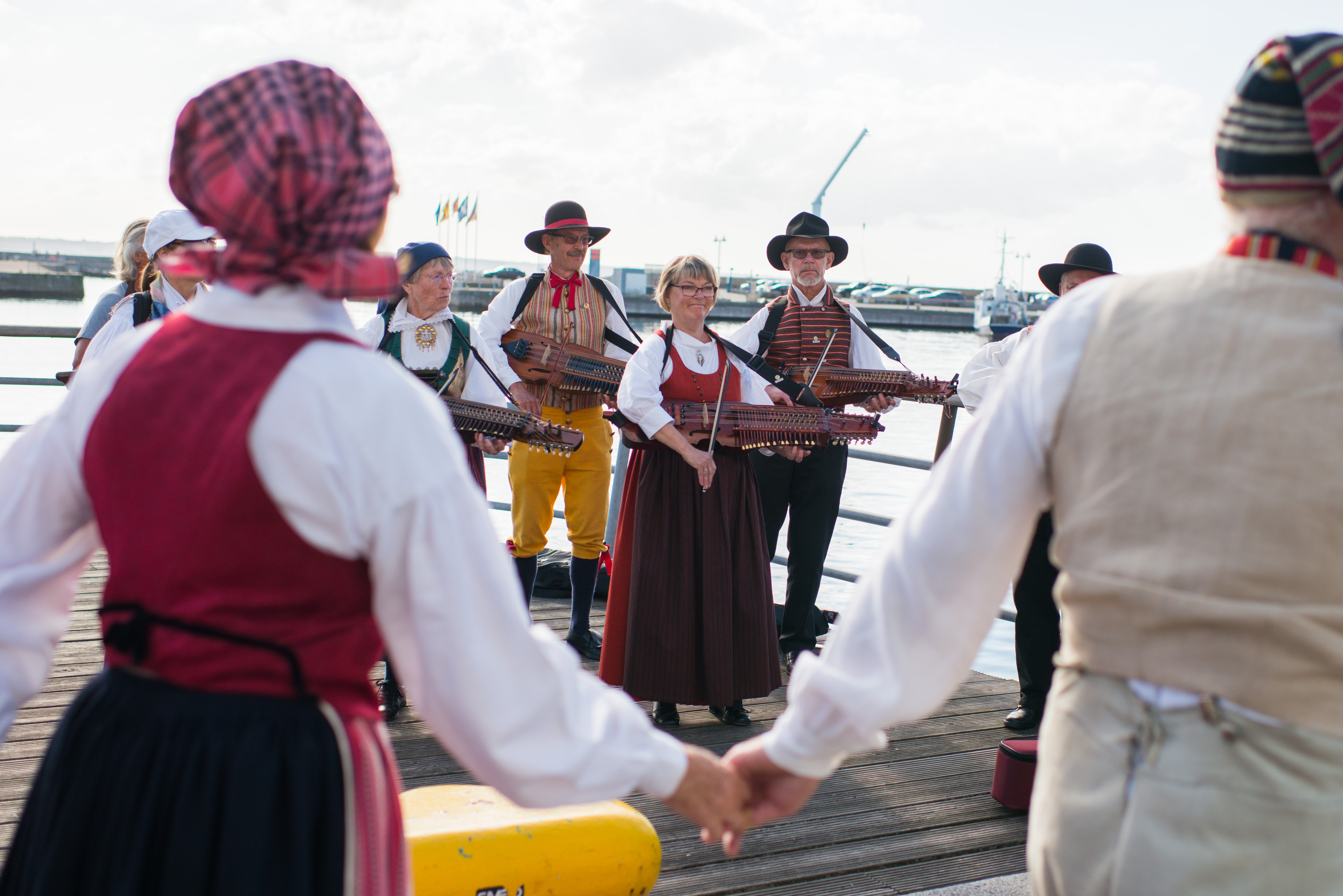
Spelmän med nyckelharpor under en folkdansuppvisning på Europeaden 2015 i Helsingborg.

Spelman är en person, oavsett kön, som spelar folkmusik. Under 1700- och 1800-talet var spelmannen en person som stod för dans- och ceremonimusik i det gamla svenska bondesamhället.  
Dagens spelmän kan vara medlemmar i ett spelmansförbund och/eller ett spelmanslag eller bara vara aktiv i att på olika sätt spela eller framföra folkmusik. Spelmän i Sverige spelar ofta svensk folkmusik, både äldre och nyskriven, och allt oftare musik med rötter i andra länder och så kallad världsmusik. Kanske fördjupar hen sitt låtspel inom en viss tradition och spelar upp för Zornjuryn och blir riksspelman.

## Historia
Spelmansmusiken hade sina främsta funktion inom dans- och ceremonimusik. Spelmannen kunde t.ex. vara hantverkare, egenföretagare inom jordbruket eller dagverkare, för att sedan anlitas vid sidan om till bröllop och begravningar, som dansspelman och ceremonimästare.

### Uppteckningar
Under första hälften av 1900-talet gjordes stora insatser för att rädda den gamla folkmusiken som höll på att dö ut. Engagerade personer, s k insamlade började teckna den gamla låtar på noter. Delar av det som samlades in under Folkmusikkommissionens resulterade i det mest omfattande verket med svensk folkmusik, Svenska låtar.
De drivande personerna var Nils Andersson och Olof Andersson. Svenskt visarkiv lade 2007 ut hela primärmaterialet på nätet. Där kan man ser det skannat i den utformning materialet tillfördes Folkmusikkommissionens och dåvarande Musikmuseets samlingar.
Svenska låtar omfattar endast en liten del av hela samlingen och ibland har låtar och visor dessutom redigerats i större eller mindre omfattning. Primärmaterialet omfattar omkring 45 000 sidor med låtar och visor i den utformning de tillfördes Folkmusikkommissionens och dåvarande Musikmuseets samlingar. 

### 1970-talets folkmusikvåg
Under 1970-talet återuppstod ett stort intresse för den svenska folkmusiken. Flera moderna varianter av genren uppstod och spelmannen stod i centrum i flera grupper som Contact och Merit Hemmingson.

## Spelmansrörelsen idag

### Spelmansförbund
Sveriges Spelmäns Riksförbund SSR har cirka 7 000 spelmän organiserade i 25 landskapsförbund. SSR ger ut medlemstidningen "Spelmannen" fyra gånger per år. I SSR:s stadgar kan man läsa följande:
Riksförbundets strävan är att
- hävda folkmusikens ställning som självständig konstform och omistligt kulturvärde samt
- vidmakthålla dess folkliga tradition och levandegöra dess musikaliska särart.

## Riksspelman

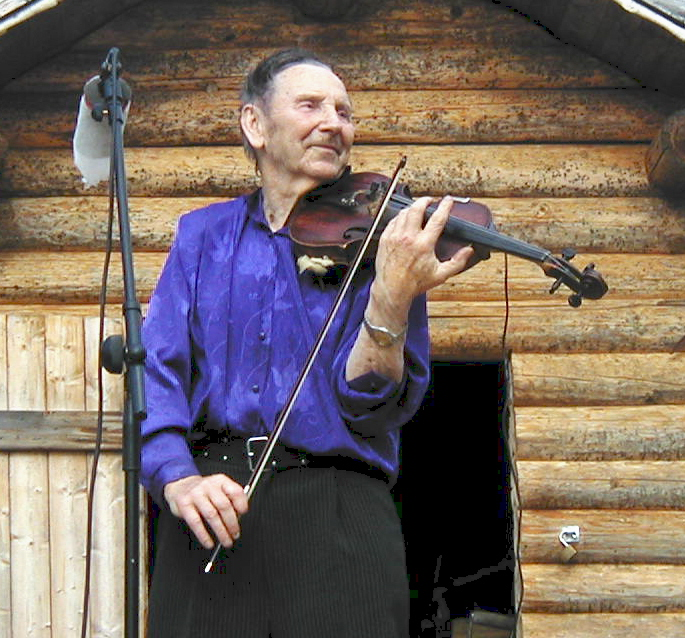
Wille Toors, riksspelman

Om en spelman kan framföra låtar på ett traditionsenligt sätt och besitter god spelteknik, kan han eller hon få utmärkelsen riksspelman. Riksspelman kallas den som erövrat Zornmärket i silver eller guld. Denna institution inrättades 1933 av Svenska ungdomsringen för bygdekultur. Uppspelningar för detta märke sker i samband med den årliga Riksspelmansstämman.

## Instrument
Fiolen intog redan under 1700-talet en särställning i den svenska spelmansmusiken. Och utnämnd till riksspelman blir man bara på traditionella instrument från den folkmusiktradition man valt att spela upp låtar från. Uppspel för Zornmärke har bland annat skett på fiol, träskofiol, pipor, olika typer av nyckelharpor, klarinett, kohorn, kulning, munspel, näverlur och svensk säckpipa. Men dessa traditionella instrumenten står idag ofta sida vid sida av andra instrument. Mandola, tvärflöjt, blockflöjt, dragspel, bas och gitarr stämd på olika sätt är några exempel. Samspel med instrumentalister med traditionella instrument från andra kulturer är heller inte ovanligt.

## Folkmusiker

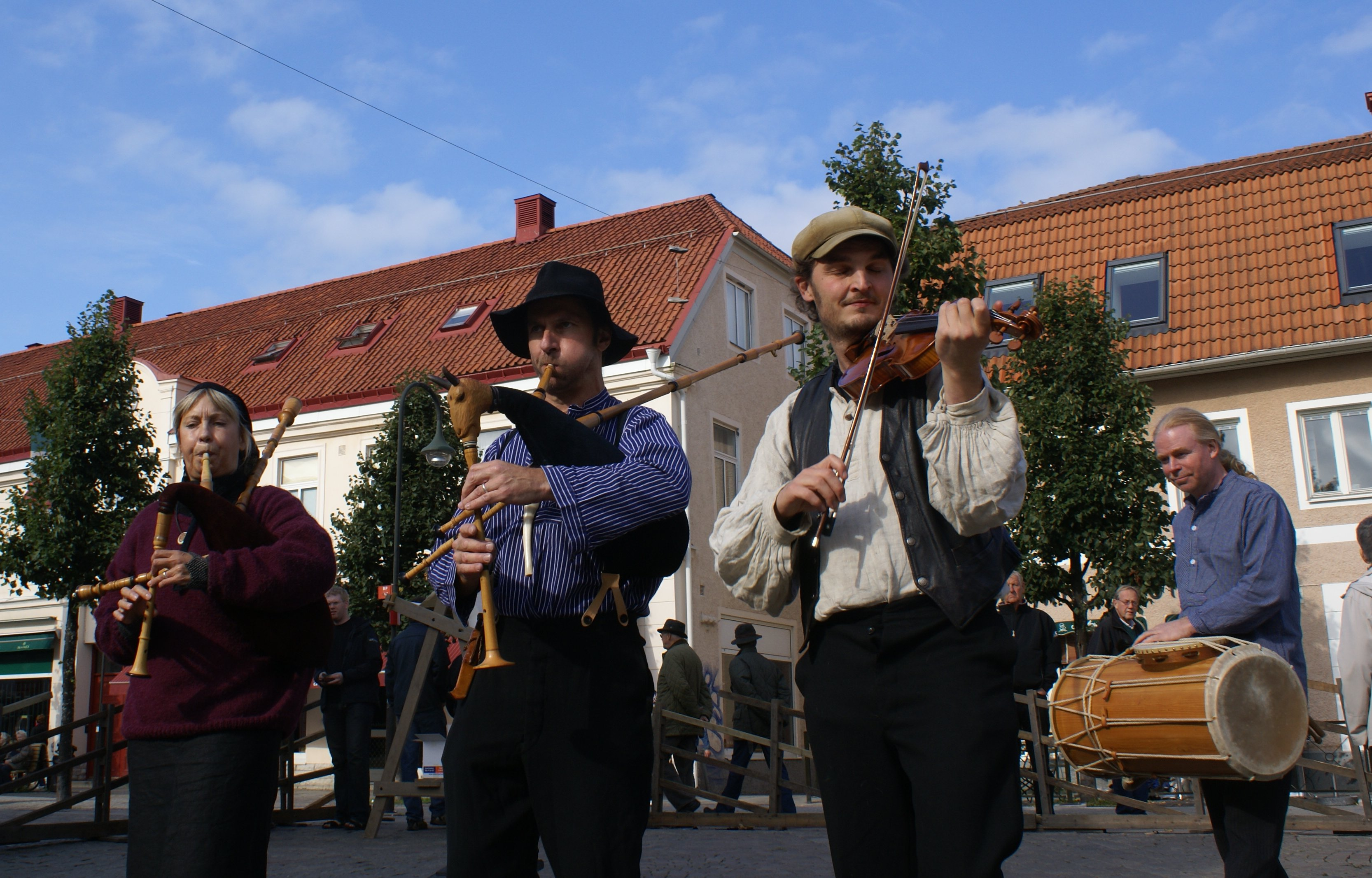
Spelmän under allmogemarknaden i Jönköping 2008

Med spelmansrörelsen har spelman blivit ett ord som signalerar en speciell tillhörighet. Det syns i sammansättningar som spelmanslag och spelmansmusik. De som i dag ägnar sig mer eller mindre yrkesmässigt åt folkmusik kallar sig allt mer sällan spelmän, utan brukar hellre benämningen folkmusiker. Dock är folkmusiker även en professionell titel, jämför musiker, som man tillägnat sig efter tre år på någon av musikhögskolornas folkmusikerlinjer.[källa behövs] Spelman förpliktigar inte på detta sätt mer än att man spelar svensk folkmusik.